# 내 여자친구는 인간이 아니야
내 여자친구는 인간이 아냐(俺の彼女はヒトでなし, 오레노-카노죠와 히토데 나시, 또는 나의 그녀는 인간이 아니야)는 미나토 소프트의 자매 브랜드인 호엘이 발매/제작하는 2010년 작 어덜트 게임이다.

## 개요
이 게임은 게임 내에서 공략하는 캐릭터가 모두 인간이 아닌 이 종족이라는 특징이 있다. 또한, 성우진은 미나토 소프트처럼 유명한 방송 성우들이 '가명'으로 출연한다.

## 줄거리
우미야마 반도에 있는 사립 '화방'(하나후사)학원에 재학 중인 주인공은, 갑자기 괴기현상이 연속하여 벌어지기 시작한다. 이에 지친 주인공은 옥상에 뛰어 올라가서 밤하늘을 바라본다. 그때, 밤하늘을 유유히 나는 소꼽친구의 모습이 보였다...

## 등장인물
- 하나부사 치카에
- 쿠제 히나타
- 미미사카 아리스
- 쿤미 이오
- 코자노 아카리
- 코쿠레 유우히
- 미스미 이치코

## 마지코이와의 연관성
이 게임은 지리적으로는 미나토소프트의 작품, 마지코이와 동일한 위치이다.